# ریو پینار (فلوریدا)
ریو پینار (به انگلیسی: Rio Pinar) یک منطقهٔ مسکونی در ایالات متحده آمریکا است که در شهرستان اورنج، فلوریدا واقع شده‌است. ریو پینار ۵٫۶۴ کیلومتر مربع مساحت و ۵٬۲۱۱ نفر جمعیت دارد و ۲۵٫۹۱ متر بالاتر از سطح دریا واقع شده‌است.